# Zibhebhu kaMaphitha
Zibhebhu kaMaphitha (littéralement : Zibhebhu, fils de Maphitha), aussi appelé UZibhebhu, Usibepu ou simplement Zibhebhu, né en 1841 et mort en 1904, est un chef zoulou qui fut l’un des grands adversaires de Cetshwayo puis de son fils Dinuzulu pendant les guerres civiles zouloues de 1883 à 1888.

## Biographie

### La période antérieure aux guerres civiles
Zibhebhu était le fils de Maphita, chef du clan zoulou des Mandlakazi (grande force en zoulou) lui-même fils de Sojiyisa.  Très jeune, il accompagne son père dans ses campagnes militaires et il est au côté de Cetshwayo à la bataille de Ndondakusuka qui oppose ce dernier à son frère Mbuyazi, le 2 décembre 1856. En 1872 ou 1873, au décès de Maphita, il lui succède à la tête des Mandlakazi. En 1879, il participe activement à la guerre anglo-zouloue, à laquelle il était pourtant opposé et s'illustre lors des batailles d'Isandhlwana (au cours de laquelle il est blessé à la main), de Kambula et d'Ulundi.

### Les guerres civiles
À l'issue du conflit, les Britanniques qui voulaient détruire définitivement la maison royale zouloue déposent Cetshwayo, l'exilent et démembrent le royaume en treize chefferies indépendantes, confiées pour la plupart à des hommes qui avaient rallié leur camp avant ou pendant les hostilités. Cependant et bien qu'il soit demeuré fidèle jusqu'au bout à Cetshwayo, au point que ce dernier lui avait confié la garde de son jeune fils Dinuzulu, de plusieurs de ses femmes et d'une partie de son bétail, Zibhebhu fut l'un des bénéficiaires de cette partition. Son autorité sur les terres des Mandlakazi est ainsi confirmée, parce que nonobstant sa loyauté au roi pendant la guerre, il avait toujours revendiqué la plus grande autonomie au sein du royaume zoulou. Il fut l’un des « treize roitelets » auxquels furent attribuées des terres à l’issue du conflit et se disputa la succession royale avec l’un des fils de Cetshwayo, Dinuzulu. Les Britanniques, pour mettre un terme aux divisions entre chefs zoulous, décidèrent de restaurer Cetshwayo au pouvoir. Toutefois, ils ne touchèrent pas aux terres de Zibhebhu.
Zibhebhu et Dinuzulu s’acoquinèrent tous deux avec des mercenaires boers pour se faire aider dans leurs prétentions au trône. Le 21 juillet 1883, à la tête d'une armée de 3 000 hommes appuyée par une dizaine de cavaliers boers, Zibhebhu fit un raid brutal sur le kraal de Cetshwayo, à Ulundi, qu’il détruisit totalement après avoir anéanti son armée (bataille d'oNdini). Les hommes de Zibhebhu arboraient tous un signe distinctif commun : un bandeau en peau de léopard autour de leur tête. Cetshwayo, bien que blessé, parvint à s’échapper et se réfugia dans la forêt de Nkandla. Après des appels répétés du « commissaire-résident » (en) (gouverneur britannique en place), Sir Melmoth Osborn, le roi s'installa à Eshowe, où il mourut quelques mois plus tard, peut-être empoisonné.
On laissa Dinuzulu se battre pour la succession et, avec les hommes dévoués à sa cause ainsi que l’appui d'un contingent boer commandé par Lukas Meyer, et qui comprenait parmi ses membres le futur général et homme politique Louis Botha, il remporta le 5 juillet 1884 la victoire contre Zibhebhu et son armée à Mkuze, lors de la bataille de Ghost Mountain (également connue sous le nom de bataille de Tshaneni).
Zibhebhu et Eckersley, un négociant blanc, réussirent à s’enfuir en grimpant sur les monts Lebombo. En septembre 1884, sous la conduite de Zibhebhu, les Mandlakazi survivants (soit environ 6 000 personnes), intégrèrent la réserve spécialement destinée aux Zoulous n'ayant pas prêté allégeance à la maison royale zouloue.